# عمار ألكسان
عمار الكسان كاتب وناقد صحفي سوري. بدأ حياته الصحفية في قسم التحقيقات في جريدة البعث بدمشق، ثم عمل في الصفحة الثقافية كناقد مسرحي. تطور عمله الصحفي ليصبح أهم ناقد سينمائي في سوريا، كما صنف عالميا من أهم مؤرخي السينما في سورية. مثل الكسان سوريا في أهم مهرجانات السينما العالمية، إضافة لعمله ككاتب درامي ألف عدة أعمال تلفزيونية، كان أهمها مسلسل سحر الشرق الذي اخرجه المخرج السوري العالمي أنور قوادري. وكذلك كتب للمسرح في بداياته كما اخرج مسرحيات لمهرجان الهواة وله أعمال وروايات هامة جدا. وهو نجل الاديب المعروف جان ألكسان وزوج الكاتبة ريم حنا

## أعماله
- دراسات في النقد السينمائي
- وقاموس السينما السورية والعربية
- كتب عدة أعمال تلفزيونية منها المسلسل الدرامي (سحر الشرق) وساهمت كتاباته باغناء الحركة الثقافية في سورية.[1]